# 山梨県指定文化財一覧
山梨県指定文化財一覧（やまなしけんしていぶんかざいいちらん）は、山梨県指定の文化財や史跡等を一覧形式でまとめたものであるが、全てを掲載しているわけではない。

## 有形文化財

### 建造物
- 東光寺仏殿［甲府市東光寺］
- 穴切大神社本殿附棟札三枚［甲府市宝］
- 塩沢寺地蔵堂［甲府市湯村］
- 旧睦沢学校校舎

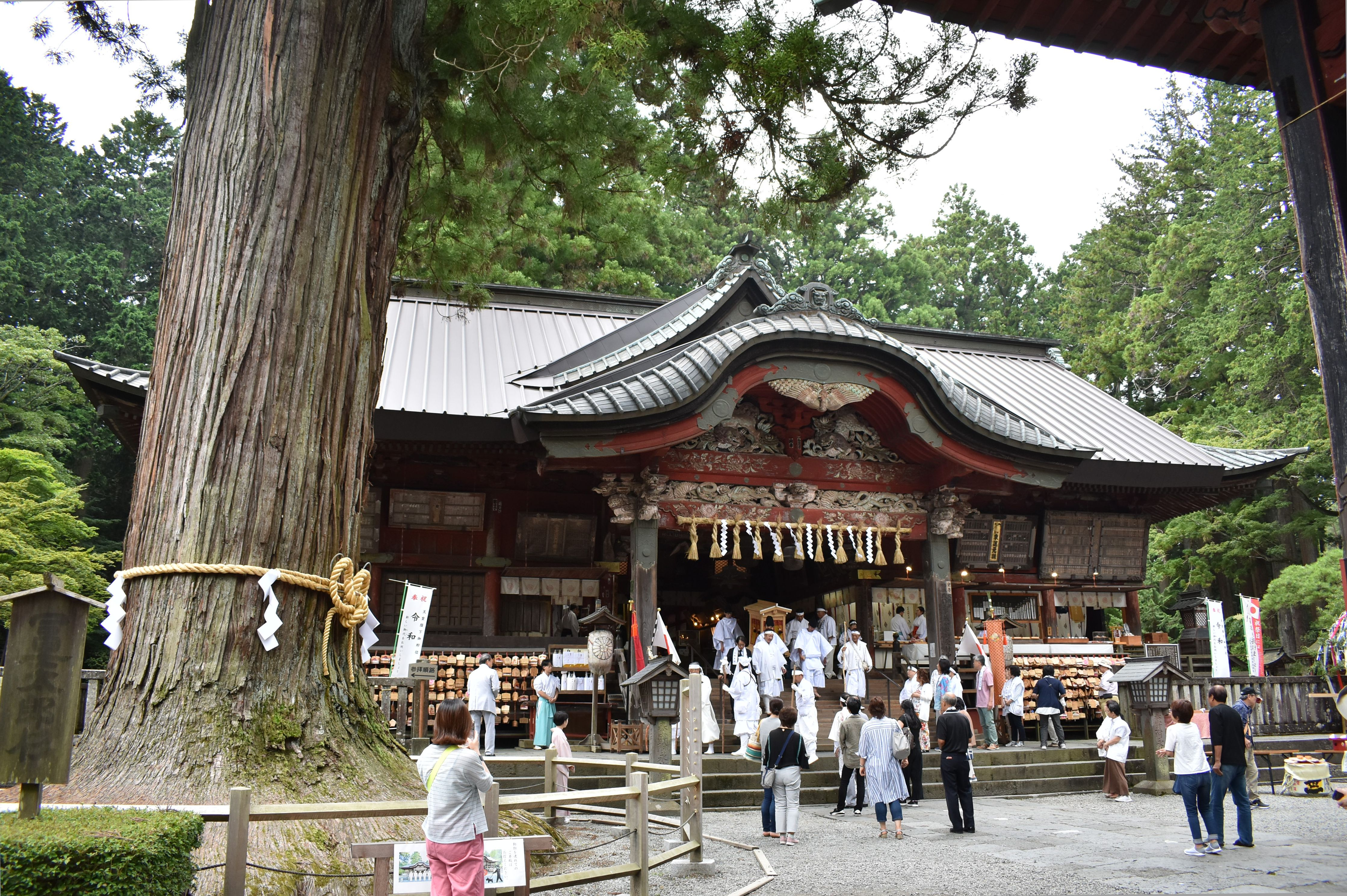
北口本宮冨士浅間神社

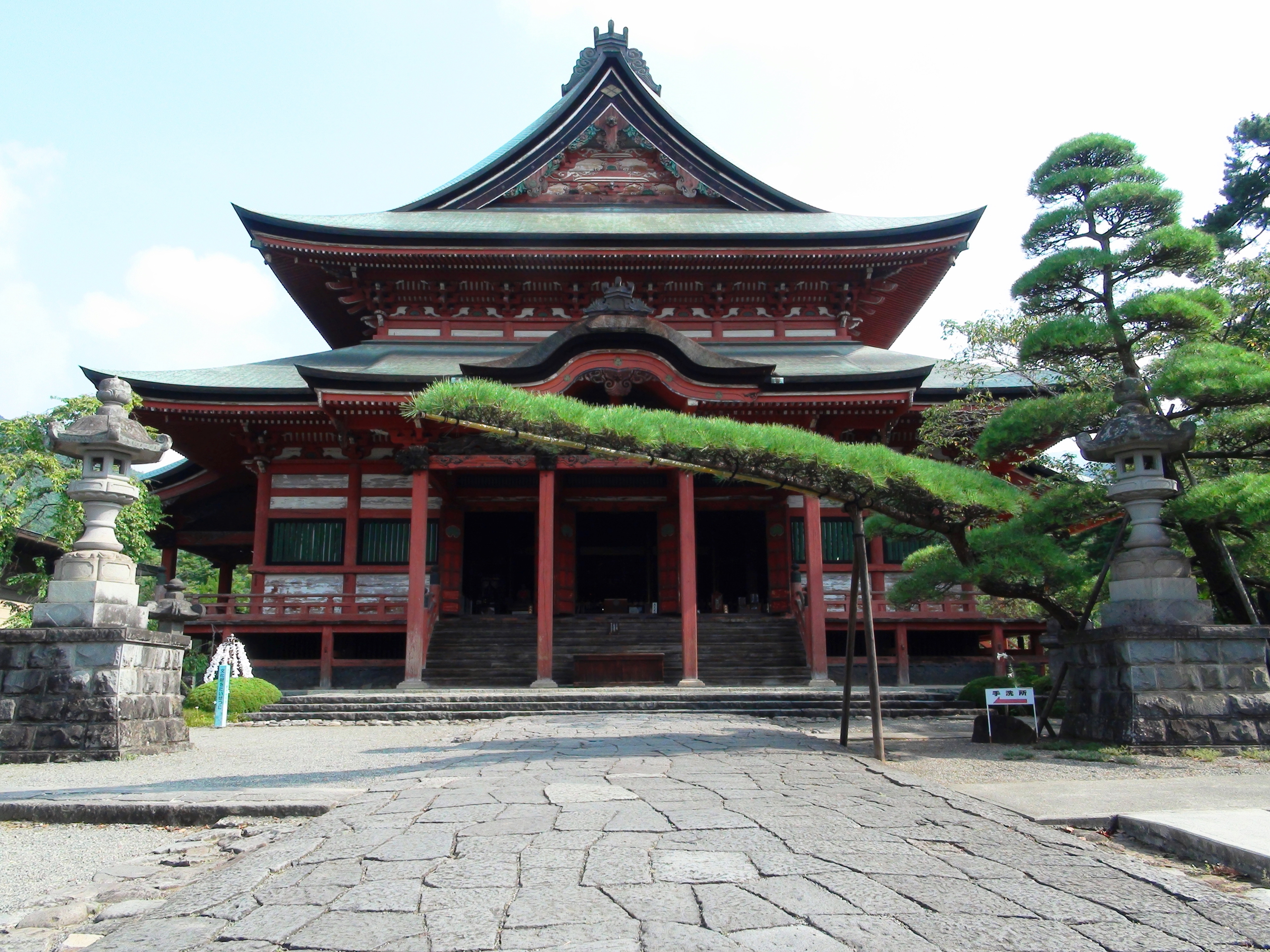
甲斐善光寺本堂

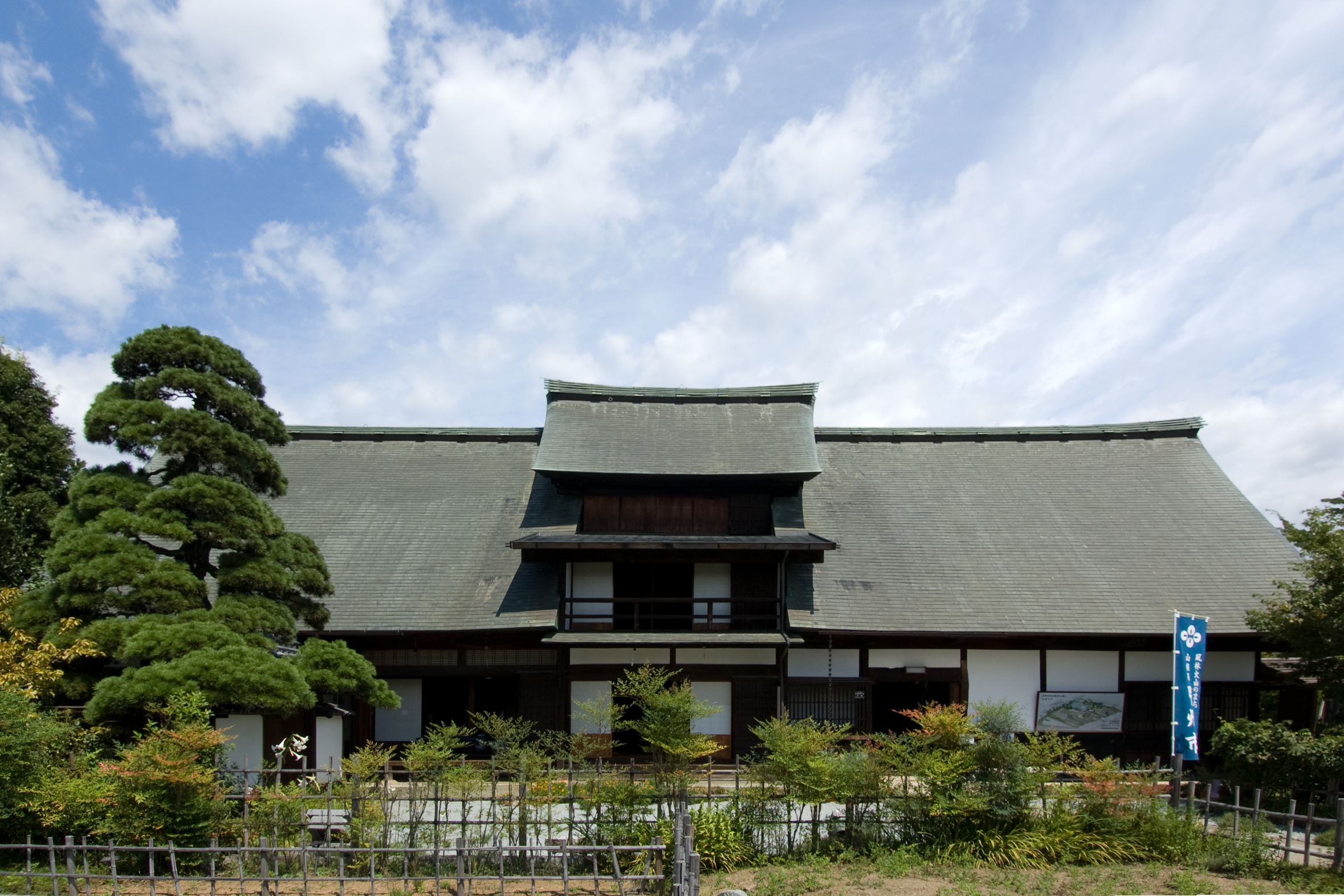
旧高野家住宅（甘草屋敷）

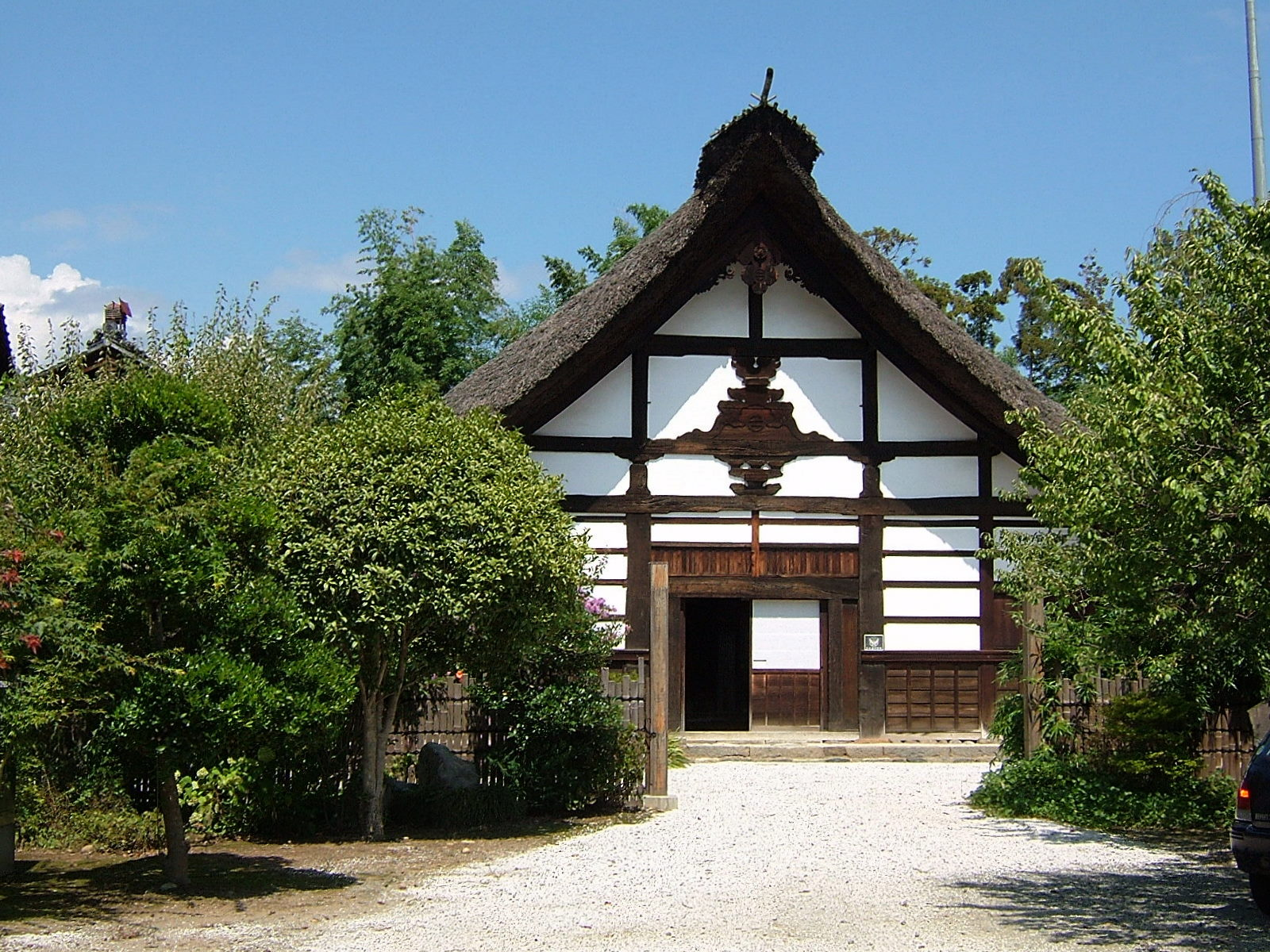
清白寺庫裏

- 北口本宮富士浅間神社東宮本殿［富士吉田市上吉田］
- 北口本宮富士浅間神社西宮本殿
- 北口本宮富士浅間神社本殿附棟札1枚
- 小佐野家住宅附家相図1枚［富士吉田市上吉田］
- 善光寺山門附棟札一枚［甲府市善光寺］
- 善光寺本堂附逗子1基棟札2枚
- 恵林寺四脚門〔甲州市塩山小屋敷〕
- 雲峰寺本堂［甲州市塩山上萩原］
- 雲峰寺庫裏
- 雲峰寺書院
- 雲峰寺仁王門
- 熊野神社拝殿［甲州市塩山熊野］
- 熊野神社本殿附棟札4枚
- 旧高野家住宅主屋巽蔵馬屋東門文庫蔵小屋附地棚、裏門、座敷門、宅地［甲州市塩山上於曽］
- 向嶽寺中門［甲州市塩山上於曽］
- 窪八幡神社拝殿附鰐口1口［山梨市北］
- 窪八幡神社摂社若宮八幡神社本殿
- 窪八幡神社摂社若宮八幡神社拝殿
- 窪八幡神社末社武内大神本殿
- 窪八幡神社末社高良神社本殿
- 窪八幡神社末社比咩三神本殿
- 窪八幡神社神門 附石橋1基
- 窪八幡神社鳥居
- 天神社本殿［山梨市大工］
- 窪八幡神社本殿 附旧壁板(永正十六年)5枚
- 星野家住宅 附家相図1枚［大月市大月町花咲］
- 八ッ沢発電所施設［大月市駒場市-上野原市松留］
- 武田八幡神社本殿 附棟札5枚旧巻斗1個［韮崎市神山町北宮地］
- 長谷寺本堂 附厨子1基 旧材1枚 棟札1枚［南アルプス市榎原］
- 安藤家住宅附棟札1枚［南アルプス市西南胡］
- 山梨岡神社本殿［笛吹市春日居町鎮目］
- 中牧神社本殿附棟札6枚［山梨市牧岡町千野々宮］
- 清白寺庫裏［山梨市三ケ所］
- 浅間神社摂社山宮神社本殿附棟札4枚［笛吹市一宮町山宮］
- 慈眼寺本堂鐘楼門［笛吹市一宮町末木］
- 門西家住宅［身延町湯之奥］
- 本遠寺本堂鐘楼堂［身延町大野］
- 最恩寺仏殿附逗子1本棟札1枚［南部町福士］
- 光照寺薬師堂附逗子1基［甲斐市岩森］
- 旧平野家住宅［北杜市明野町上手］
- 富士御室浅間神社本殿［富士河口湖町勝山］
- 観音堂附逗子1基［小菅村長作］
- 山梨県議会議事堂［甲府市丸の内］
- 山梨県庁別館［甲府市丸の内］

#### 県指定文化財
- 宝鏡寺薬師堂

### 絵画

#### 重要文化財
- 絹本著色武田信虎像
- 紙本淡彩陶道明聴松図
- 絹本墨画松梅図
- 絹本著色大円禅師像
- 絹本著色仏涅槃図
- 絹本著色釈迦八相図
- 絹本著色法然上人絵伝
- 絹本著色釈迦三尊十八羅漢図

#### 県指定文化財
- 紙本著色日蓮上人図〔南巨摩郡身延町〕※本遠寺が所有

### 彫刻

#### 重要文化財
- 木造阿弥陀如来及両脇侍像（甲府市善光寺）
- 木造阿弥陀如来及両脇侍像（甲府市善光寺）
- 木造聖徳太子立像（甲府市小瀬町）
- 銅造阿弥陀如来及両脇侍立像（甲府市善光寺）
- 木造大日如来坐像（甲州市塩山藤木）
- 木造不動明王立像（甲州市塩山藤木）
- 木造愛染明王坐像（甲州市塩山藤木）
- 木造金剛力士立像（甲州市塩山藤木）
- 木造阿弥陀如来及両脇侍像（韮崎市神山町鍋山）
- 木造大日如来坐像及四波羅密菩薩坐像（南アルプス市山寺）
- 木造夢窓国師坐像（南アルプス市鮎沢）
- 木造薬師如来及両脇侍像 （甲州市勝沼町勝沼）
- 木造普応国師坐像（甲州市大和町木賊）
- 木造大物主神立像（笛吹市御坂町二ノ宮）
- 木造他阿上人真教坐像（笛吹市御坂町上黒駒）
- 木造吉祥天及二天像（笛吹市御坂町大野寺）
- 木造薬師如来立像（富士川町舂米）
- 木造不動明王坐像（身延町八日市）
- 木造薬師如来坐像（中央市下三条）
- 木造聖観音立像（中央市下河原）
- 木造千手観音立像 （北斗市須玉町上津金）
- 木造女神坐像（伝木花咲耶姫）木造男神坐像（伝鷹飼及犬飼）（忍野村忍草）

#### 県指定文化財
- 木造源頼朝坐像〔甲府市〕※善光寺が所有

### 工芸品
- 大善寺金銅金具装山伏板笈〔甲州市〕
- 短頸壺

### 書跡・典籍

#### 重要文化財
- 紙本墨書仁王経疏巻上本円測撰〔富士吉田市上吉田〕
- 紙本墨書大般若経〔南アルプス市加賀美〕
- 宋版礼記正義〔身延町身延〕
- 紙本墨書本朝文粋巻第一欠〔身延町身延〕

#### 県指定文化財
- 蘭渓道隆書簡〔甲府市東光寺〕
- 大泉寺文書〔甲府市古府中町〕
- 祇園寺文書〔甲府市古府中町〕
- 一蓮寺過去帳〔甲府市太田町〕
- 神本墨書狗経〔甲府市富士見〕
- 義雲院〔甲府市国母〕
- 甲州甘草文書〔甲州市塩山〕
- 恵林寺文書〔甲州市塩山小屋敷〕
- 紙本墨書大般若経〔甲州市塩山藤木〕
- 和漢朗詠集〔甲州市塩山小屋敷〕
- 向嶽寺文書〔甲州市塩山上於曽〕
- 塩山向嶽禅庵小年代記〔甲州市塩山上於曽〕
- 抜隊得勝墨書〔甲州市塩山上於曽〕
- 紙本墨書元亨釈書付版本元亨釈書2巻〔甲州市塩山下粟野〕
- 金剛般若波羅蜜経版木〔甲州市塩山上於曽〕
- 隋求陀羅尼儀軌版木〔甲州市塩山上於曽〕
- 塩山仮名法語版木 附版木24枚〔甲州市塩山上於曽〕
- 孤峯覚明墨書〔甲州市塩山上於曽〕
- 峻翁令山墨書〔甲州市塩山上於曽〕
- 抜隊得勝墨書〔甲州市塩山上於曽〕
- 紙本墨書大般若経附2種33箱〔甲州市塩山竹森〕
- 紙本墨書大般若経〔大月市七保町〕
- 紙本墨書洒落堂記〔大月市大月〕
- 武田勝頼夫人北条氏願文〔韮崎市神山町北宮地〕
- 版本大毘盧遮那成仏経疏〔南アルプス市加賀美〕
- 紙本墨書金光最勝王経〔南アルプス市加賀美〕
- 法善寺伝承本真言宗諸流聖教類〔南アルプス市加賀美〕
- 紙本墨書大般若経〔南アルプス市上宮地〕
- 俳諧白根嶽 俳諧書49冊ほか254点〔南アルプス荊沢〕
- 大善寺文書〔甲州市勝沼町〕
- 超願寺文書〔笛吹市一宮町塩田〕
- 広厳院文書〔笛吹市一宮町金沢〕
- 紙本墨書梵書法帖〔笛吹市一宮町末木〕
- 版木大般若経〔笛吹市境川町大坪〕
- 桑原家文書〔笛吹市境川町寺尾〕
- 田辺家古文書一括〔笛吹市御坂町成田〕
- 王代記〔市川三郷町市川大門〕
- 回木家文書〔市川三郷町市川大門〕
- 紙本墨書十如是御書〔身延町大野〕
- 紙本墨書弘決外典鈔〔身延町大野〕
- 南松院文書〔身延町下山〕
- 紙本墨書大般若経〔身延町下山〕
- 版木法華経〔身延町身延〕
- 版本法華経付黒漆塗桐経箱〔身延町下山〕
- 紙本墨書蘭渓字説〔身延町下山〕
- 紙本墨書般若心経秘鍵并序〔南部町南部〕
- 慈照寺文書〔甲斐市竜王〕
- 山県大弐自筆著書並墨書〔甲斐市篠原〕
- 保坂家文書〔甲斐市本竜王〕
- 旧巨摩郡北山筋山中十二箇村共有文書・箱・袱紗 〔甲斐市上福沢〕
- 甲斐国志稿本及び編集諸資料〔中央市花輪〕
- 御室浅間神社文書〔富士河口湖町勝山〕
- 富士御室浅間神社文書〔富士河口湖町勝山〕
- 勝山記〔富士河口湖町勝山〕
- 西海文書〔富士河口湖町西湖〕
- 市河家文書

### 考古資料

#### 重要文化財
- 鋳物師屋遺跡出土品〔南アルプス市〕
- 釈迦堂遺跡出土品〔笛吹市一宮町千米寺、釈迦堂遺跡博物館〕
- 深鉢形土器 〔甲府市下曽根町、山梨県立考古博物館〕
- 神獣鏡〔市川三郷町〕
- 一の沢遺跡出土品 〔甲府市下曽根町、山梨県立考古博物館〕

#### 県指定文化財
- 釈迦堂遺跡出土鉄製形代〔笛吹市一宮町千米寺、釈迦堂遺跡博物館〕
- 塩沢寺弥陀種子板碑〔甲府市湯村〕
- 大坪遺跡出土刻書土器〔甲府市上今井町〕
- 西方寺弥陀種子板碑附西方寺弥陀種子板碑〔富士吉田市小明見〕
- 土偶〔都留市上谷〕
- 法雲寺弥陀三尊迅来迎板碑〔大月市初狩町下初狩〕
- 桂野遺跡出土大型深鉢土器〔笛吹市石和町市部〕
- 御崎古墳出土品〔同上〕
- 地蔵堂古墳出土蕨手刀〔同上〕
- 古柳塚古墳出土品〔笛吹市八代町〕
- 銚子塚古墳出土埴輪〔甲府市下曽根町、山梨県立考古博物館〕
- 木製農具、木製剣、皮綴部材〔同上〕
- 立石遺跡出土品〔同上〕
- 丘の公園第二遺跡出土品〔同上〕
- 丘の公園一四番ホール遺跡出土品〔同上〕
- 稲荷塚古墳出土銅鋺・象嵌太刀等出土品一括〔同上〕
- 容器形土偶〔同上〕
- 平林2号墳出土品〔同上〕
- 大師東丹保遺跡出土網代〔同上〕
- 大塚古墳出土資料一括〔市川三郷町市川大門〕
- 湯之奥金山鉱山道具及び関連資料一括〔南巨摩郡身延町〕
- 泥塔一括〔増穂町青柳町〕
- 黒川金山遺跡出土品〔甲州市塩山上於曽〕
- 大善寺中世墓出土陶器〔甲州市勝沼町〕
- 棲雲寺開山墓出土常滑甕〔甲州市大和町木賊〕
- 天狗沢瓦窯跡出土品〔甲斐市篠原〕
- 銅造仏形坐像〔同上〕
- 塔之越経塚出土、経筒・銭貨等一括〔同上〕
- 神取遺跡出土品〔北杜市須玉町大豆生田〕
- 下大内遺跡第225号土坑出土品一括〔北杜市須玉町大豆生田〕
- 長泉寺名号板碑〔北杜市須玉町若神子〕
- 顔面把手付深鉢〔北杜市須玉町大豆生田〕
- 上北田遺跡出土品〔同上〕
- 深山田遺跡青銅製鋺〔同上〕
- 天神堂遺跡出土品附第一礫群保存資料〔南部町福士〕
- 富岡弥陀三尊種子板碑〔上野原市秋山富岡地蔵〕

### 歴史資料
- 孫子の御旗〔甲州市塩山〕※雲峰寺が所有
- 孫子の御旗〔甲州市塩山〕※恵林寺が所有
- 日の丸の御旗〔甲州市塩山〕※雲峰寺が所有
- 甲州道中図屏風〔山梨県立博物館所蔵〕

### 焼失文化財
- 金櫻神社中宮本殿

## 民俗文化財

### 重要無形文化財
- 天津司舞〔甲府市小瀬町〕
- 無生野の大念仏〔上野原市秋山無生野）〕

### 無形民俗文化財
- 黒平の能三番〔甲府市黒平上黒平・下黒平〕

山梨岡神社太々神楽より天の岩戸の舞

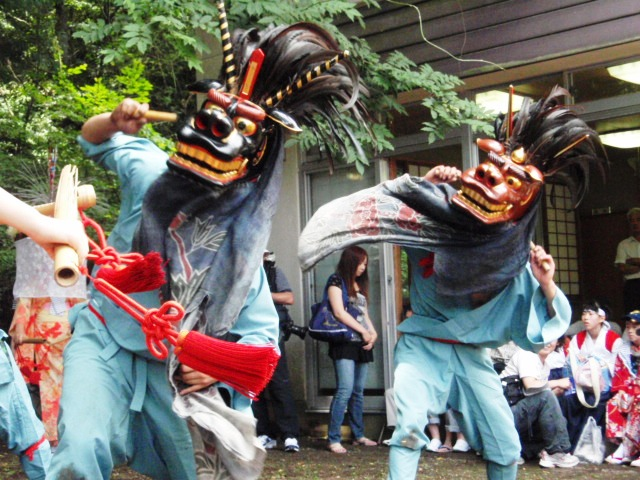
丹波山のささら獅子舞

- 北口本宮冨士浅間神社太々神楽〔富士吉田市上吉田〕
- 一之瀬高橋の春駒〔甲州市塩山一ノ瀬高橋〕
- 追分の人形芝居〔大月市笹子町追分〕
- 沢登六角堂の切子〔南アルプス市沢登〕
- 山梨岡神社の太々神楽〔笛吹市春日居町鎮目〕
- 田野の十二神楽〔甲州市大和町田野〕
- 二ノ宮美和神社の太々神楽 付版木1枚、神楽二十五番次第1枚〔笛吹市御坂町二之宮〕
- 岡の式三番〔笛吹市八代町岡〕
- 山田の神楽獅子〔市川三郷町落居山田〕
- 西島の神楽〔身延町西島〕
- 箕輪新町のおんねりと巫女舞〔北杜市高根町箕輪新町〕
- 河口の稚児舞〔富士河口湖町河口〕
- 丹波山のささら獅子付日本獅子舞の由来書1通〔丹波山村〕
- 内船歌舞伎〔南部町内船〕

### 重要有形文化財
- 甲州西山の焼畑農耕用具〔早川町奈良田〕

## 史跡・名勝・天然記念物

### 史跡
※国指定史跡は中部地方の史跡一覧#山梨県を参照。
- 武田信虎の墓〔大泉寺、甲府市古府中町〕

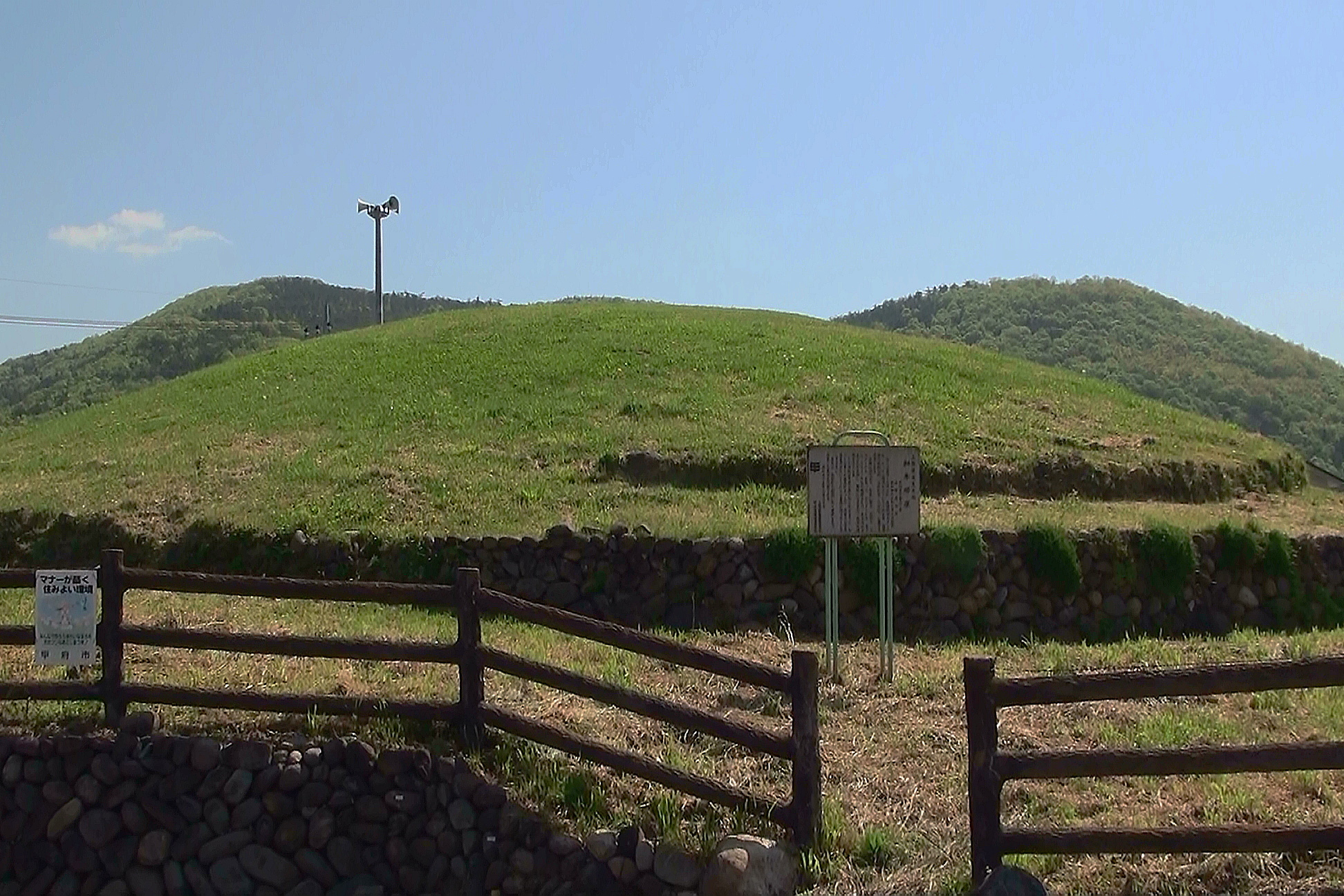
加牟那塚古墳

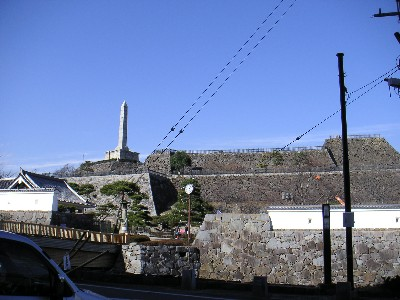
甲府城跡

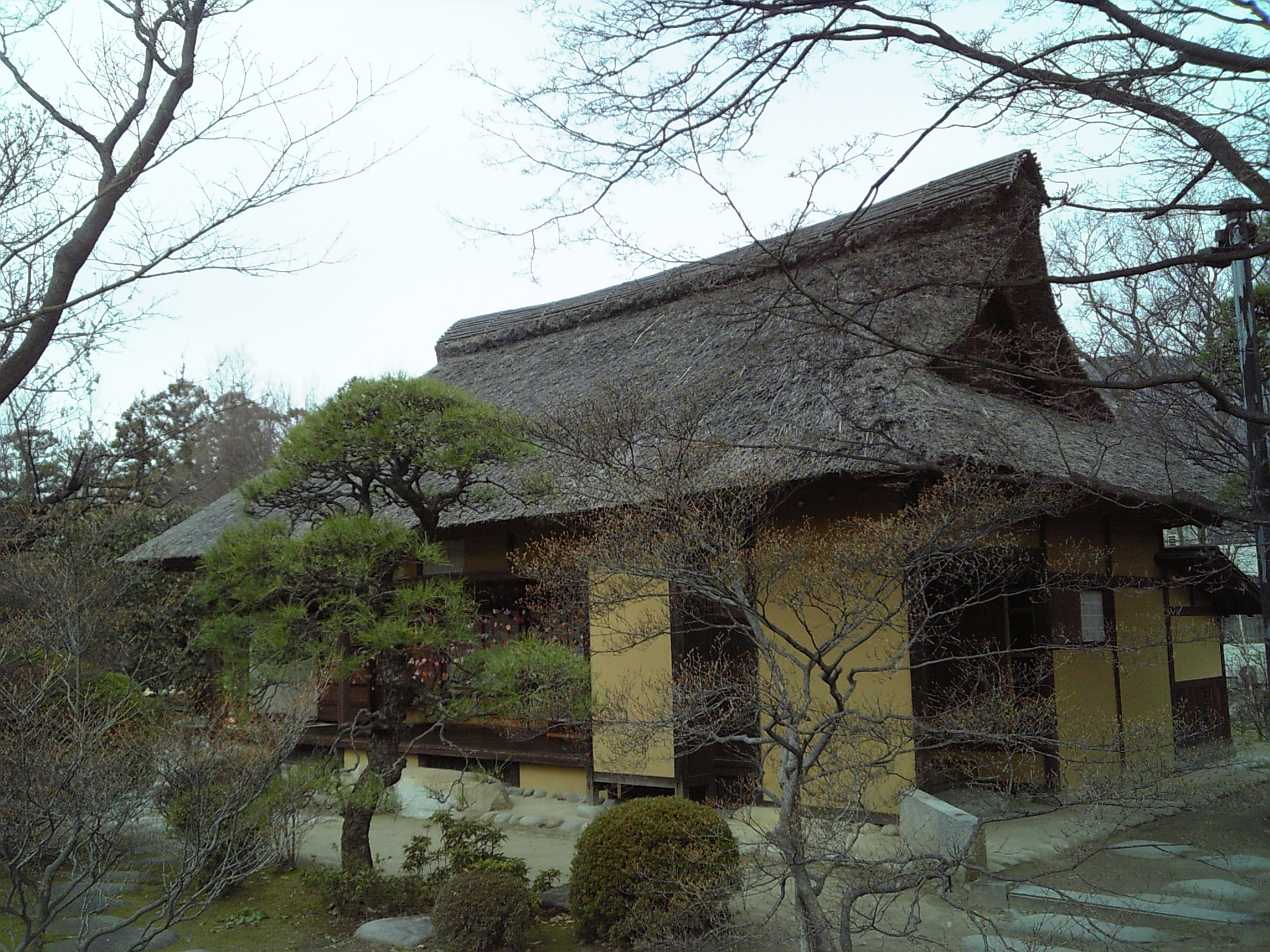
八田家書院

- 武田晴信室三条氏墓〔円光院、甲府市岩窪町〕
- 加牟那塚〔甲府市千塚〕
- 甲府城跡〔舞鶴城公園、甲府市丸の内〕
- 武田晴信の墓〔恵林寺、甲州市塩山小屋敷〕
- 於曽屋敷〔甲州市塩山上於曽元旗板〕
- 勝山城跡〔都留市川棚字城山ほか〕
- 連方屋敷〔山梨市三ヵ所上新町ほか〕
- 岩殿城跡〔大月市賑岡町〕
- 物見塚古墳〔南アルプス市下一瀬字上上野〕
- 古長禅寺〔南アルプス市鮎沢〕
- 武田勝頼の墓〔甲州市大和町〕
- 景徳院境内〔同上〕
- 八田家御朱印屋敷〔笛吹市〕
- 姥塚〔笛吹市御坂町下井之上〕
- 経塚古墳〔笛吹市一宮町国分字経塚〕
- 岡銚子塚古墳〔笛吹市〕
- 竜塚古墳〔笛吹市八代町米倉〕
- 大塚古墳〔市川三郷町上野〕
- 日蓮上人草庵跡〔身延町身延西谷〕
- 徳川家康側室養珠院墓所〔身延町大野〕
- 真篠城跡〔南部町福士字真篠〕
- 中秣塚古墳〔甲斐市竜王、同市下今井〕
- 天狗沢瓦窯跡〔甲斐市天狗沢字北河原〕
- 深草館跡〔北杜市長坂町大八田〕
- 恋塚一里塚〔上野原市犬目字塚之沢〕

### 名勝

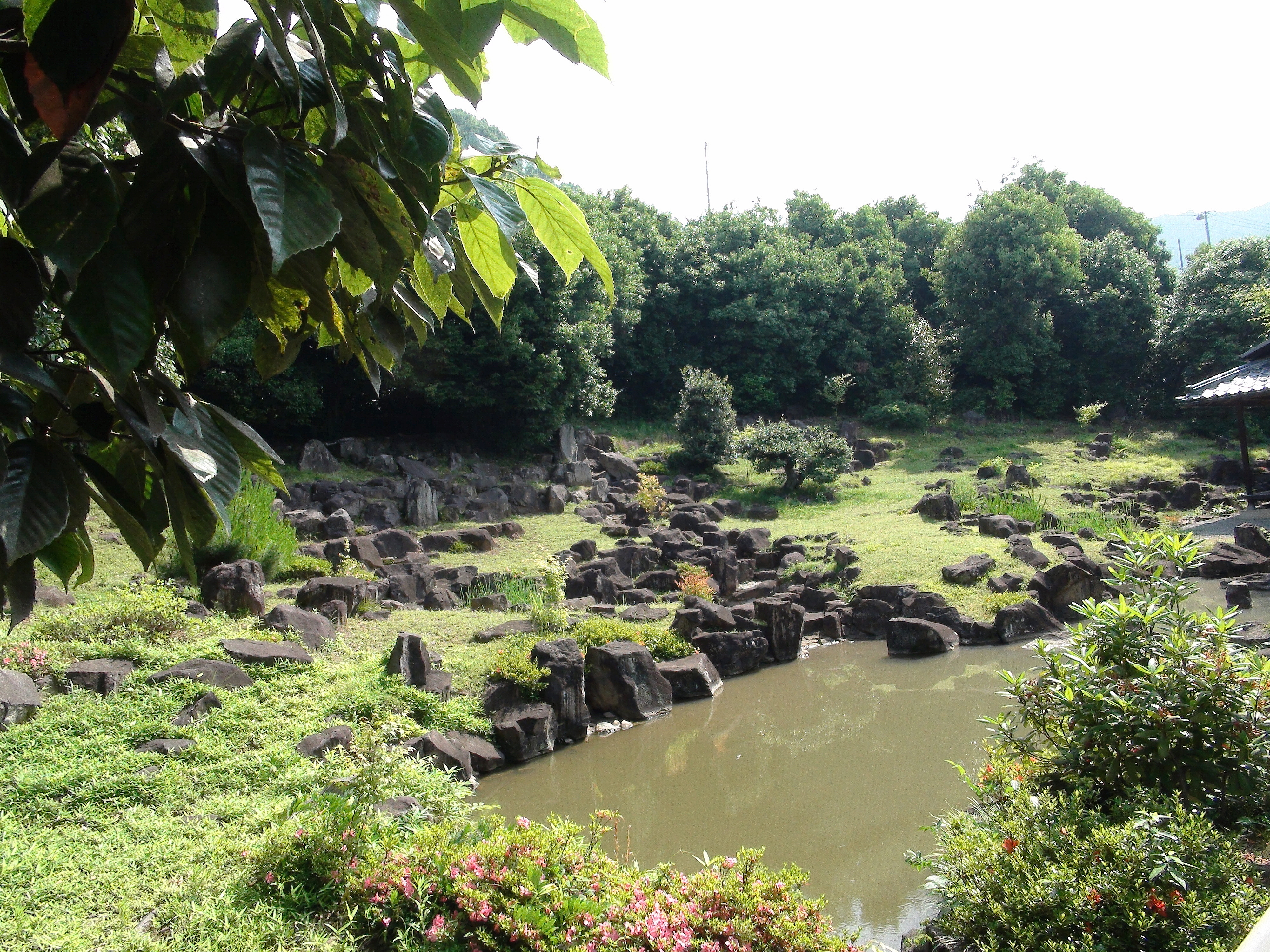
東光寺庭園

※国指定名勝は日本国指定名勝の一覧#山梨県を参照。
（県指定名勝は2003年5月現在、全部で5件）
- 永安寺庭園〔山梨市〕
- 三光寺庭園〔甲州市〕
- 棲雲寺庭園〔甲州市〕
- 大善寺庭園〔甲州市〕
- 東光寺庭園〔甲府市〕

### 天然記念物
| - 岩窪のヤツブサウメ〔甲府市岩窪町〕 - 塩部寿のフジ〔甲府市緑ヶ丘〕 - 水晶峠のヒカリゴケ洞穴〔甲府市御岳町室ヶ平〕 - 塩沢寺の舞鶴マツ〔甲府市湯村〕 - 慈恩寺のフジ〔甲府市大津町〕 - リニア高川トンネル産出新第三紀化石〔甲府市丸の内（保管場所）〕 - 富士浅間神社の大スギ〔富士吉田市上吉田諏訪内〕 - 雲峰寺のサクラ〔甲州市塩山上萩原〕 - 上於曽のアカガシ〔甲州市塩山上於曽〕 - 下竹森のネズ〔甲州市塩山下竹森〕 - 菅田神社のカシ群〔甲州市塩山上於曽〕 - 船宮神社の大ヒノキ〔甲州市塩山平沢〕 - 慈雲寺のイトザクラ〔甲州市塩山下萩原〕 - 真福寺の大カヤ〔都留市小野下小野〕 - 上大幡のナシ〔都留市大幡〕 - 小原東のザクロ〔山梨市小原東〕 - 竜泉寺の万年マツ〔山梨市市川〕 - 下石森のチョウセンマツ〔山梨市下石森〕 - 七日市場のチョウセンマキ〔山梨市七日市場〕 - 東の大イヌガヤ〔山梨市東〕 - 切差金比羅山のヒノキ群〔山梨市切差〕 - 笹子峠の矢立のスギ〔大月市笹子町黒野田笹子〕 - 金福寺のタラヨウ〔大月市賑岡町強瀬〕 - 永岳寺の大カシ〔韮崎市大草町下条西割関〕 - 苗敷山のアスナロ〔韮崎市旭町上条南割〕 - 野牛島のビャクシン〔南アルプス市野牛島〕 - 白根町のカエデ〔南アルプス市百々〕 - 大嵐のビャクシン〔南アルプス市大嵐〕 - 鏡中条のゴヨウマツ〔南アルプス市鏡中条〕 - 十日市場の大ケヤキ〔南アルプス市十日市場〕 - 櫛形町中野のカキ〔南アルプス市中野〕 - 宝珠寺のマツ〔南アルプス市山寺〕 - 湯沢の思いスギ〔南アルプス市湯沢中丸〕 - 湯沢のサイカチ〔南アルプス市湯沢〕 - 洞雲寺八房のウメ〔山梨市牧丘町北原〕 - 北原金峰山のサクラ〔山梨市牧丘町北原〕 - 膝立の天王サクラ〔山梨市牧丘町牧平〕 - 城下のシキザクラ〔山梨市牧丘町西保下〕 - 吉祥寺の新羅ザクラ〔山梨市三富町徳和〕 | - 萬福寺のムクノキ〔甲州市勝沼町等々力〕 - 檜峰神社のコノハズク生息地〔笛吹市御坂町上黒駒〕 - 下黒駒の大ヒイラギ〔笛吹市御坂町下黒駒〕 - 称願寺のサクラ〔笛吹市御坂町上黒駒〕 - 一宮浅間神社の夫婦ウメ〔笛吹市一宮町一ノ宮〕 - 智光寺のカヤ〔笛吹市境川町藤垈〕 - 宗源寺のヒダリマキガヤ〔笛吹市境川町藤垈〕 - 藤垈のヤツブサウメ〔笛吹市境川町藤垈〕 - 兄川から出土したナウマン象等の化石〔甲府市下曽根町、山梨市小原西〕 - 鶯宿峠のリョウメンヒノキ〔笛吹市芦川町鶯宿峠〕 - 一瀬クワ〔市川三郷町上野〕 - 表門神社のコツブガヤ〔市川三郷町上野〕 - 薬王寺のオハツキイチョウ〔市川三郷町上野〕 - 流通寺のビャクシン〔市川三郷町高田〕 - 四尾連のリョウメンヒノキ〔市川三郷町山家大明神〕 - 一色のニッケイ〔身延町一色〕 - 氷室神社の大スギ〔富士川町平林鷲尾山〕 - 柳川のイヌガヤ群〔富士川町柳川神ノ前〕 - 手打沢の不整合露頭〔身延町手打沢ゴクナシ〕 - 湯島の大スギ〔早川町湯島〕 - 七面山の大トチノキ〔早川町栃原山〕 - 七面山の大イチイ〔早川町栃原山〕 - 京ヶ島の夫婦スギ〔早川町京ヶ島〕 - 身延山の千本杉〔身延町上ノ山〕 - 樋之上のタカオモミジ〔身延町樋之上日向〕 - 本妙寺のイチョウ〔身延町門野〕 - 鏡円坊のサクラ〔身延町梅平〕 - 樋之上のヤマボウシ〔身延町樋之上〕 - モリアオガエル及び生息地〔南部町井出〕 - 本郷の千年ザクラ〔南部町本郷〕 - 井出八幡神社の社叢〔南部町井出〕 - 島尻の大カヤ〔南部町内船〕 - 福士金山神社のイチョウ〔南部町福士小久保〕 - 顕本寺のオハツキイチョウ〔南部町南部〕 - 法久寺のコツブガヤ〔甲斐市篠原〕 - 上菅口のネズ〔甲斐市上菅口〕 - 龍地の揚子ウメ〔甲斐市竜地〕 | - 比志神社の大スギ〔北杜市須玉町比志反保〕 - 遠照寺のアカマツ〔北杜市須玉町穴平〕 - 須玉町日影のトチノキ〔北杜市須玉町比志下平〕 - 大豆生田のヒイラギ〔北杜市須玉町大豆生田〕 - 比志のエゾエノキ〔北杜市須玉町比志〕 - 若神子新町のモミ〔北杜市須玉町若神子新町〕 - 下黒沢のコウヤマキ〔北杜市高根町下黒沢〕 - 養福寺のフジ〔北杜市高根町箕輪〕 - 箕輪新町のヒメコマツ〔北杜市高根町箕輪新町〕 - 渋沢のヒイラギモクセイ〔北杜市長坂町渋沢〕 - 清春のサクラ群〔北杜市長坂町中丸〕 - 鳥久保のサイカチ〔北杜市長坂町中丸〕 - 寺所の大ヒイラギ〔北杜市大泉町西井出寺所〕 - 神田の大糸サクラ〔北杜市小淵沢町神田〕 - 小淵沢のモミ〔北杜市小淵沢町〕 - 小淵沢町・白州町のトウヒ属樹根化石〔北杜市〕 - 白州町殿町のサクラ〔北杜市白州町白州〕 - 本良院の大ツゲ〔北杜市白州町横手〕 - 清泰寺のカヤ〔北杜市白州町花水〕 - 諏訪神社の社叢〔北杜市白州町大武川〕 - 関のサクラ〔北杜市白州町横手〕 - 忍野浅間神社のイチイ群〔忍野村忍草〕 - フジマリモ及び生息地〔山中湖、河口湖、西湖〕 - 河口浅間神社の七本スギ〔富士河口湖町河口〕 - 鳴沢のアズキナシ〔鳴沢村富士山〕 - 軽水風穴〔鳴沢村軽水外10鹿ノ頭〕 - 溶岩球（LAVEBALL）群〔鳴沢村軽水外10鹿ノ頭〕 - 軍刀利神社のカツラ〔上野原市棡原〕 - 鶴島のムクノキ〔上野原市鶴島〕 - 一宮神社の社叢〔上野原市西原〕 - 青岩鍾乳洞〔丹波山村奥後山青岩谷〕 - キマダラルリツバメ〔南都留郡、北都留郡、富士吉田市、都留市及び大月市〕 - ミヤマシロチョウ〔南巨摩郡、中巨摩郡、北杜市及び韮崎市〕 |

全110件